# خیلوک
شهر خیلوک (به روسی: Хилок) در کشور روسیه و در سرزمین زابایکالسکی واقع شده‌است.